# MacBeth Sibaya
Ntuthuko Macbeth-Mao Sibaya (Durban, 1977. november 25. –) dél-afrikai válogatott labdarúgó.

## Karrierje
Felnőtt karrierjét egy magyar csapatban, a III. Kerületi TVE-ben kezdte. Ezt követően a dél-afrikai Jomo Cosmos csapatában szerepelt, majd visszatért Európába, a Rosenborg BK csapatához. Itt csak hat mérkőzésen jutott szóhoz. 2003-tól az FK Rubin Kazany játékosa volt, ahol több mint 150 mérkőzésen szerepelt és 3 gólt is szerzett.

## Válogatott
A Dél-afrikai labdarúgó-válogatottnak 2001-2013 között volt a tagja és 49 mérkőzésen szerepelt, gólt nem szerzett.

## Sikerei, díjai
- Norvég bajnok: 1

2002
- Orosz bajnok: 2

2008, 2009
- La Manga-kupa: 2

2005, 2006